# 艾美路·布達堅奴
艾美路·布達堅奴·山度士（西班牙語：Emilio Butragueño Santos，1963年7月22日—），簡稱艾美路·布達堅奴，出生在馬德里，是一名西班牙足球員，司職前鋒。外號禿鷲（El Buitre）。

## 球會
1981年，布達堅奴加盟皇家馬德里的青訓系統，其後布達堅奴一直在皇家馬德里B隊踢球。1984年2月5日，他被時任領隊迪·史提芬奴提拔上一隊更在對加的斯的賽事中首次亮相，並且攻入兩球給交出一個助攻，在落後兩球的劣勢下反勝對手。同年12月12日，布達堅奴在對安德列治的賽事中首次歐洲賽亮相，球隊最終以6-1擊敗對手。
當時，皇家馬德里的球員質素參差，甚至出現一隊球員比預備組球員更差的情況。1980年代，布達堅奴促成了皇家馬德里的轉化，並成為隊中的骨幹，贏得了很多榮譽：他連續兩年榮獲歐洲足球先生銅獎和奪得1990/91球季的皮奇奇獎（即西甲神射手），並協助球隊贏得了5次西甲聯賽冠軍、兩次西班牙國王盃和兩次歐協杯。
1995年6月，布達堅奴失去了在皇家馬德里的影響力，他該季僅上陣了8場攻入1球。布達堅奴失勢的主因是當時年僅17歲魯爾·干沙利斯·白蘭高的崛起。其後，布達堅奴轉投墨西哥球會撒耶拉。1998年4月，布達堅奴決定退役，他的整個足球生涯並未有領過一面紅牌，因而贏得了美譽—球場紳士（Gentleman of the Pitch）。

## 國際賽生涯
布達堅奴合共代表西班牙上陣了69場並射入了26球。1984年10月17日，他在1986年世界盃外圍賽對威爾士的賽事中首次江亮相，雖然他早在1984年歐洲國家盃時已被西班牙選入大軍名單，不過並沒有上陣。
布達堅奴亦入選了1986年世界盃的西班牙大軍名單，並且在丹麥的16強賽事中四喜臨門，以5-1擊敗對手。布達堅奴亦參與了1990年世界盃。布達堅奴以26球成為西班牙隊目前為止第四多產量的球員，僅次於魯爾（44球）、費蘭度·希亞路（29球）和費蘭度·摩連迪斯（27球）。

## 足球以外和退休後
1998年，當時還是球員布達堅奴推出了以他來命名的遊戲。
2004年10月，布達堅奴接任前隊友豪爾赫·巴爾達諾出任皇家馬德里的足球總監，直至2005/06球季完結。布達堅奴亦曾是皇家馬德里的副會長。

## 球會數據
| 球會表現 | 球會表現   | 球會表現 | 聯賽 | 聯賽                | 足總盃   | 足總盃   | 總數 | 總數 |
| 球季     | 球會       | 聯賽     | 出場 | 入球                | 出場     | 入球     | 出場 | 入球 |
| 西班牙   | 西班牙     | 西班牙   | 聯賽 | 聯賽                | 國王盃   | 國王盃   | 總數 | 總數 |
| -------- | ---------- | -------- | ---- | ------------------- | -------- | -------- | ---- | ---- |
| 1983-84  | 皇家馬德里 | 西甲     | 10   | 4                   |          |          |      |      |
| 1984-85  | 皇家馬德里 | 西甲     | 29   | 10                  |          |          |      |      |
| 1985-86  | 皇家馬德里 | 西甲     | 31   | 10                  |          |          |      |      |
| 1986-87  | 皇家馬德里 | 西甲     | 35   | 11                  |          |          |      |      |
| 1987-88  | 皇家馬德里 | 西甲     | 32   | 12                  |          |          |      |      |
| 1988-89  | 皇家馬德里 | 西甲     | 33   | 15                  |          |          |      |      |
| 1989-90  | 皇家馬德里 | 西甲     | 32   | 10                  |          |          |      |      |
| 1990-91  | 皇家馬德里 | 西甲     | 35   | 19                  |          |          |      |      |
| 1991-92  | 皇家馬德里 | 西甲     | 35   | 14                  |          |          |      |      |
| 1992-93  | 皇家馬德里 | 西甲     | 34   | 9                   |          |          |      |      |
| 1993-94  | 皇家馬德里 | 西甲     | 27   | 8                   |          |          |      |      |
| 1994-95  | 皇家馬德里 | 西甲     | 8    | 1                   |          |          |      |      |
| 墨西哥   | 墨西哥     | 墨西哥   | 聯賽 | 聯賽                | 墨西哥盃 | 墨西哥盃 | 總數 | 總數 |
| 1995-96  | 撒耶拉     | 墨甲     | 34   | 17                  |          |          |      |      |
| 1996-97  | 撒耶拉     | 墨甲     | 26   | 2                   |          |          |      |      |
| 1997-98  | 撒耶拉     | 墨甲     | 32   | 10                  |          |          |      |      |
| 總和     | 西班牙     | 西班牙   | 341  | 123\|\|\|\|\|\|\|\| |          |          |      |      |
| 總和     | 墨西哥     | 墨西哥   | 92   | 29\|\|\|\|\|\|\|\|  |          |          |      |      |
| 總和     | 總和       | 總和     | 433  | 152\|\|\|\|\|\|\|\| |          |          |      |      |

## 榮譽

### 球會
- 皇馬B隊：
  - 西班牙：1983-84
- 皇家馬德里：
  - 歐洲足協杯：1984-85、1985-86
  - 西甲：1985-86、1986-87、1987-88、1988-89、1989-90、1994-95
  - 西班牙國王盃：1988-89、1992-93
  - 西班牙聯賽杯：1984-85
  - 西班牙超級盃：1988、1989、1990、1993

### 個人
- 西甲金靴（英语：The Pichichi Trophy）：1990-91
- 歐洲最佳新人（英语：Bravo Award）：1985、1986
- 金球獎第三名：1986、1987
- 1986年世界盃：銀靴獎、最佳陣容前鋒

## 外部連結
- BDFutbol profile （页面存档备份，存于）
- （西班牙文）生平 （页面存档备份，存于）
- （西班牙文）國家隊檔案
- FootballDatabase profile and stats （页面存档备份，存于）
- （俄文）禿鷲 （页面存档备份，存于）